# Kevin Dotson
Kevin Dotson (West Point, Misisipi, 18 de septiembre de 1996) es un jugador profesional estadounidense de fútbol americano que se desempeña en la posición de lineman en Los Angeles Rams, equipo de la National Football League (NFL).

## Carrera
Fue seleccionado en la cuarta ronda en la Reunión Anual de Selección de Jugadores de la NFL de 2020. Hizo su debut profesional con el equipo Pittsburgh Steelers, en el cual jugó cuatro temporadas (2020-2023), luego pasó a Los Angeles Rams, donde lleva jugando una temporada.